# Junonia papoeana
Junonia papoeana är en fjärilsart som beskrevs av Kalis 1933. Junonia papoeana ingår i släktet Junonia och familjen praktfjärilar. Inga underarter finns listade i Catalogue of Life.